# Oskar von Hindenburg
Oskar von Beneckendorff und von Hindenburg, abreviado, Oskar von Hindenburg (pronunciado /ˈɔskaʁ fɔn ˈhɪndn̩bʊɐ̯k/), (Königsberg, 31 de enero de 1883-Bad Harzbrug, 12 de febrero de 1960) fue un militar alemán, hijo y ayudante de campo del mariscal y Presidente de Alemania, Paul von Hindenburg.
Nacido en Königsberg, Prusia Oriental (actualmente parte de Rusia), siguió la carrera de su padre en el ejército alemán. Después de que su padre se convirtiera en un héroe en la Primera Guerra Mundial, y gracias a su apellido, la carrera de Oskar von Hindenburg empezó a avanzar.[cita requerida] Durante la guerra, Hindenburg (que alcanzó el rango de mayor) se desempeñó como oficial de enlace de su padre. Cuando este, en 1925, fue elegido Presidente de la República de Weimar, el entonces mayor Oskar von Hindenburg fue nombrado ayudante de campo del presidente. 
Amigo personal de Kurt von Schleicher y aunque inicialmente apoyaba a su padre en rechazar la opción de aceptar a Hitler como canciller, el 22 de enero de 1933, el ya coronel von Hindenburg se reunió con Hitler y es probable que su influencia ayudara después a convencer al presidente Paul von Hindenburg de que no le quedaba otra opción en este sentido.